# Zsongom
A Zsongom együttes versmegzenésítéseket és saját dalokat játszó formációja 2016-ban alakult a Sófárhangoló Egyesület összművészeti nyári táborában. Az azóta tartó barátságok és a közös alkotás a mozgatója jelenleg is a zenekarnak. Dalaikat a sokszínű akusztikus könnyűzenei hangzás, a szövegközpontúság, továbbá az egyház- és népzenei motívumok jellemzik. Emellett a költészethez való könnyűzenei kapcsolódás már a kezdetektől meghatározó élmény a számukra. Saját bemutatkozójuk szerint céljuk: zenével újrafogalmazni és újra felfedezni a magyar költők verseiben rejlő gondolatokat, miközben ők is és hallgatóik is rálelnek a saját maguk esendő, kétségekkel teli, de az élet szépségeire is folyton rácsodálkozó „zsoltáros” hangjára.

## Az együttes tagjai
A zenekar tagjai jelenleg mindannyian Budapesten élnek:
Ercsey Zsombor gitáron,
Somogyi Balázs billentyűn,
Szabó István basszusgitáron,
Simon Márton ütőshangszereken kíséri a dalokat,
a hangzás és technikai megoldások felelőse Zsoldos Bálint,
a versmegzenésítések dallamötleteit és a saját dalok szövegeit pedig Ercsey Gréti, énekes jegyzi.

## Főbb állomások
A zenekar már több éve vállal zenés szolgálatokat és koncerteket, és emellett ők maguk is szervezői voltak több zenés közösségi programnak.

Fővárosi koncertjeik közül fontos kiemelni a Lágymányosi Ökumenikus Központban, a Budahegyvidéki Evangélikus Templomban, a Múzeumok éjszakáján, a ferencvárosi József Attila Közösségi Házban, a belvárosi St. Columba Skót Misszió templomában, valamint a zuglói, a gazdagréti, a Külső-Üllői Úti, valamint a rákoskeresztúri református gyülekezetekben szervezett alkalmakat. 

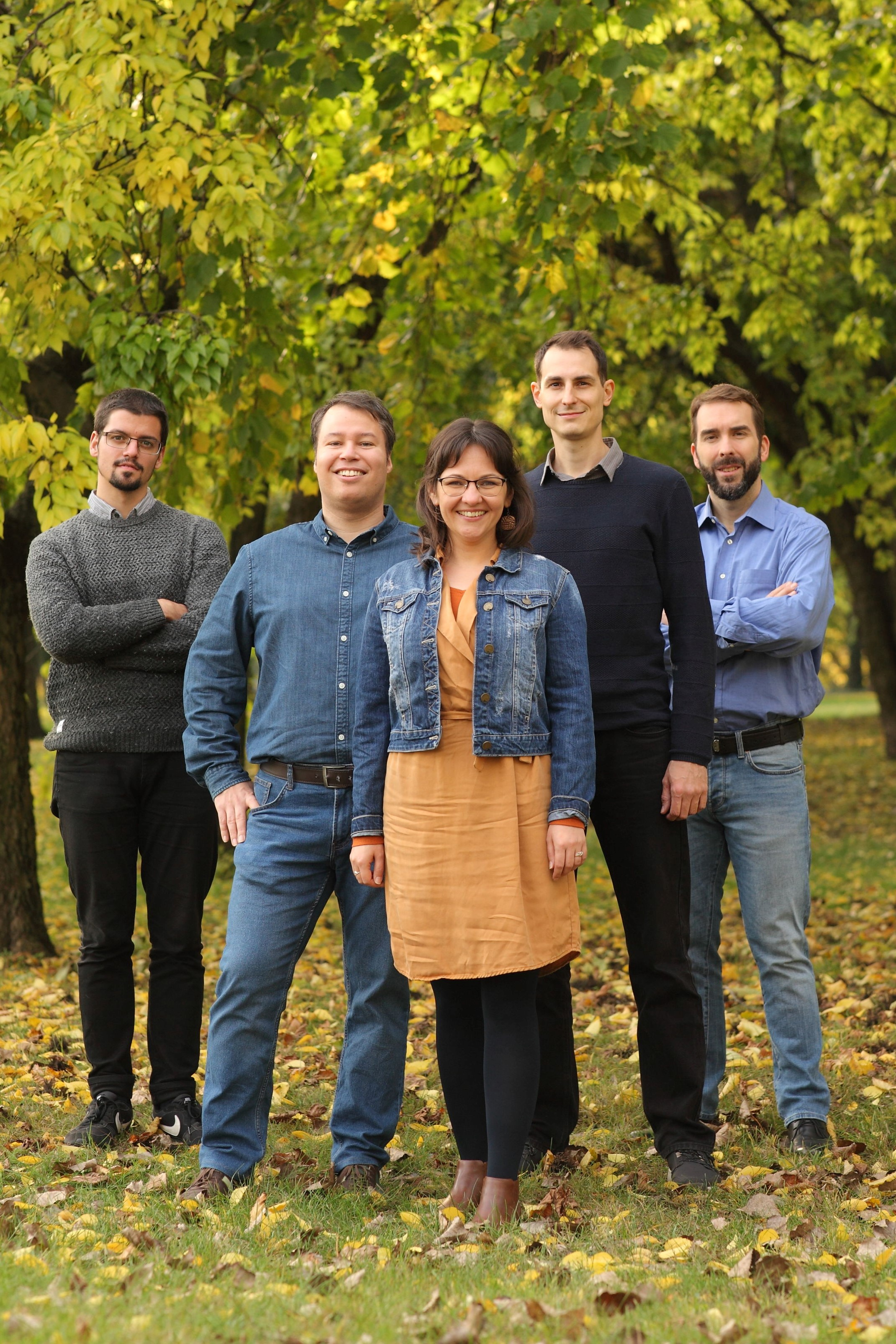
A Zsongom együttes tagjai (Kriston Attila 2021)

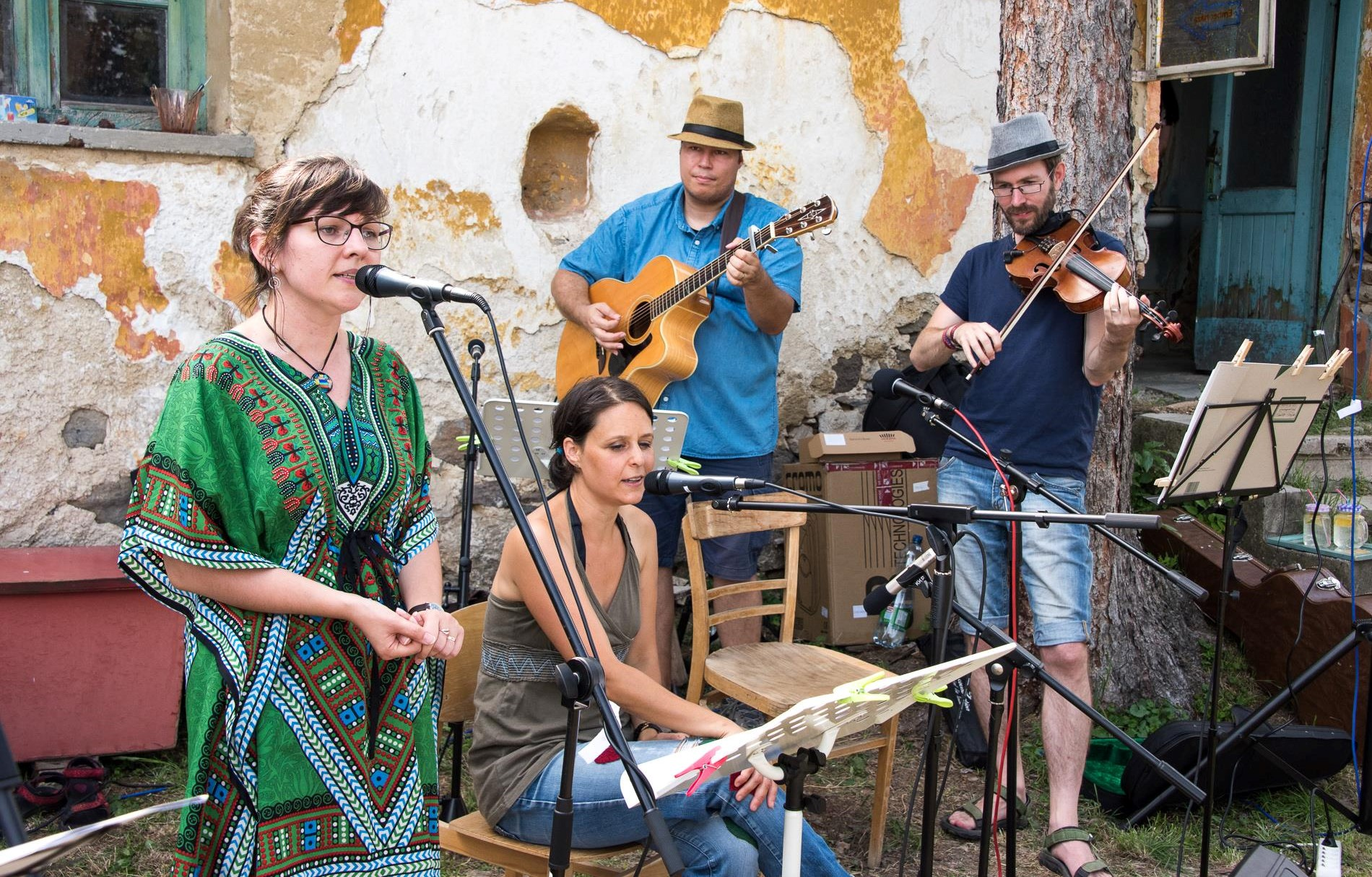
Anyag és Szín projekt / Dorozsmai-Szabó Eszter megénekelt versei a Művészetek Völgyében (Református Udvar, Füle Tamás 2018)

Budapesten kívüli templomi koncertmeghívásaik révén eljutottak Várafenesre (Románia, Partium 2016, 2017), Bajára (2018), Ceglédre (2018), Várpalotára (2019, 2021), Adonyba (2020, 2021), Kecskemétre (2022) valamint megfordultak az Ars Sacra Fesztiválon (2019), a debreceni Református Egység Napja Fesztiválon (2019), a Csillagpont Református Fesztiválon (2021),  továbbá harmadik éve visszajárói a Művészetek Völgyének is, ahol a taliándörögdi Református Udvar könnyűzenei programjaihoz kapcsolódnak.
A zenekar eddigi történetének kiemelt állomása volt a – budapesti református kötődésű ADNA Caféval való szoros együttműködésben 2017 és 2020 között megvalósuló – Zsongom Dalszerző Estek sorozat, amelynek havonta megrendezésre kerülő alkalmaira főként akusztikus zenét játszó, saját dalokat író, vagy verseket zenésítő alkotókat hívtak meg. Az estek közül különösen emlékezetesek számukra a Bölcsföldi András és a KRE-HTK hallgatói által vezetett #irodalmikávéházzal együtt megvalósult programok. Ezeknek az alkalmaknak az eredményeként az együttes további zenés projektek megvalósulásába kapcsolódhatott be, jelesül "Anyag és Szín Projekt" cím alatt összeállt egy zenei anyag Dorozsmai-Szabó Eszter veszprémi költőnő istenes verseinek megzenésítéseiből,  valamint többször társultak Draskóczy Lídia, népi hegedűművész, zenetanár, dalszerző hitvalló dalait bemutató zenés szolgálatokba,  és meghívott zenészei több nyári és évközi egyházzenei rendezvénynek is.
A zenekar fontos törekvése emellett, hogy hidat építsen hit, zene és irodalom között, így 2020-22-ben, partnerségben a Huszár Gál Könyvkereskedéssel Archiválva 2022. február 7-i dátummal a Wayback Machine-ben, Deák-Téri Dalos-Könyv Estek címmel időszakosan könyvbemutatóval és pódiumbeszélgetésekkel egybekötött zenés irodalmi esteket szerveznek az Országos Evangélikus Múzeum nagytermében, melyeken jórészt hívő alkotók mutatkoznak be. A sorozat legutóbbi alkalmán Füzesi Magda, kárpátaljai magyar költőnő volt a meghívott vendég, akinek több versét is megzenésítette az együttes.

## Diszkográfia
A zenekar első 5 évének összegzéseként Csillagjáró címmel 2021. október elején jelentette meg első lemezét magánkiadásban, melynek 12 dala a személyiség hitben és önismeretben történő érési folyamatát igyekszik körül járni (közöttük Füle Lajos, Füzesi Magda, Kányádi Sándor, Dsida Jenő, Juhász Gyula és Szabó Lőrinc verseinek megzenésítései, egy saját dal és két egyházi énekfeldolgozásuk).

## Zenei összeállításaik
Tematikus összeállítások:
- Csillagjáró  lemez dalai

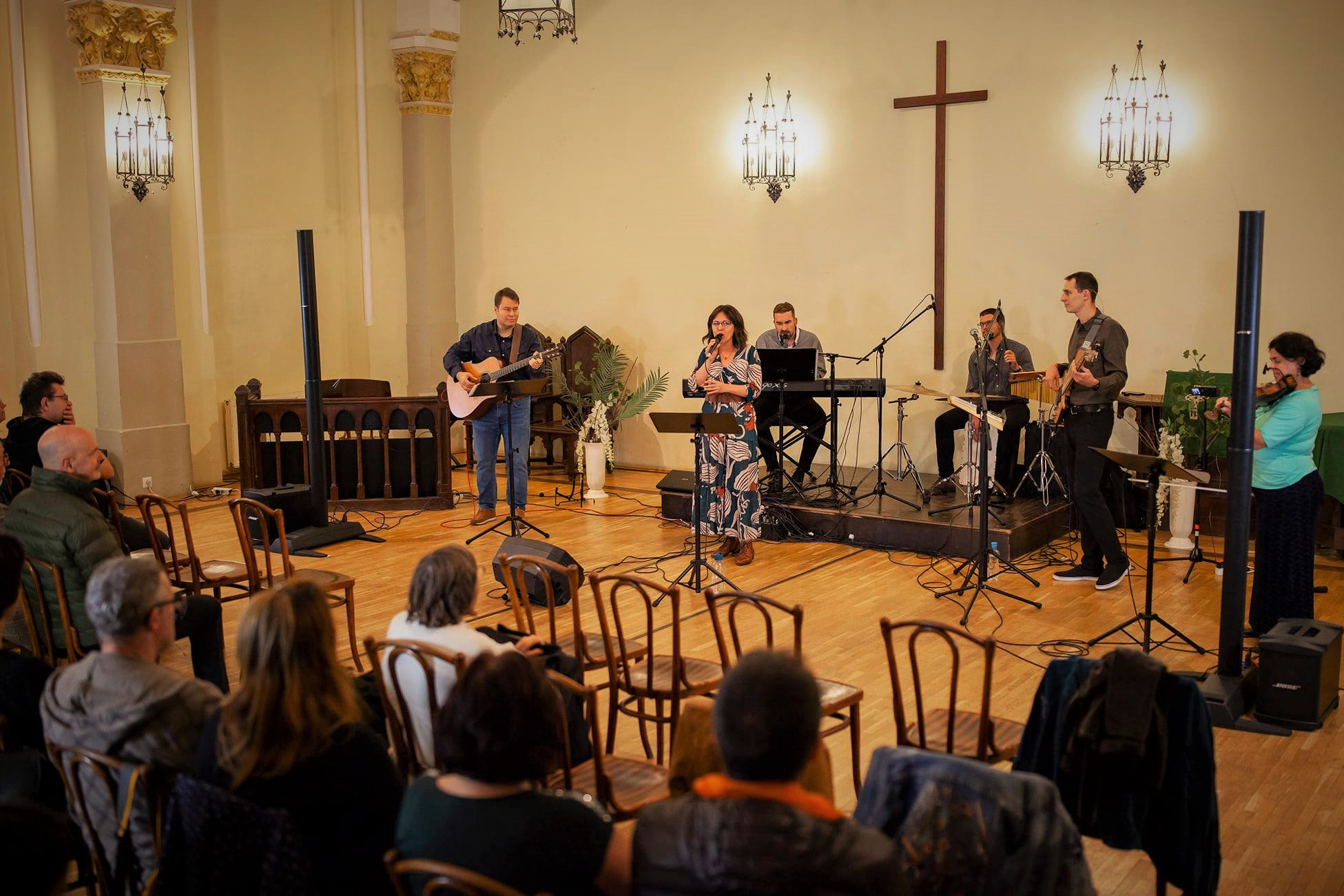
A Zsongom 2021. október 3-i lemezbemutató koncertje a St. Columba Skót Misszió budapesti templomában (Kriston Attila, 2021)

- Emelj magasba / istenes versek és református énekfeldolgozások
- Adventi hangoló / adventi és karácsonyi egyházi énekfeldolgozások és népdalok